# Gaspar de Brito Freire
Gaspar de Brito Freire (cerca de 1570 - ), senhor do Morgado de Santo Estevão de Nossa Senhora de Jesus, foi um dos Quarenta Conjurados da revolução do 1 de Dezembro de 1640 que restabeleceu a Independência de Portugal em relação ao jugo de Castela.
Sendo um dos grandes proprietários do “Sertão”, em agosto de 1644, remeteu ao conselho ultramarino um extenso escrito com ideias para solucionar o problema da falta de cuidados no Brasil e ampliar as rendas reais̪.
Passados poucos anos, em 1647, foi a vez de alertar o monarca sobre a preparação da operação militar do Brasil para a Angola, questionando a fidelidade de Salvador Correia de Sá à dinastia de Bragança. Chamando a atenção das suas duas conexões castelhanas (ele era filho de mãe espanhola e também casado com uma), das suas redes sociais duvidosas no Rio de Janeiro e a opção perigosa da contratação de 600 soldados de infantaria italianos, que ele havia convocado para o dia, e que poderiam ameaçar a empresa
Morava no Largo Trindade Coelho, a par da Igreja de São Roque, no conhecido ̟por “Palácio Brito Freire” por já vir do tempo em que pertencia a seu pai, ou também por “Palácio dos Condes de Tomar” por terem lá vivido mais tarde, onde hoje está instalada a Hemeroteca Municipal de Lisboa.
Filho deː
- Estevão de Brito Freire, fidalgo da Casa do Rei D. Filipe III[5], instituidor do referido morgado de Santo Estevão, e de
- Violante de Araújo, filha de D. Maria Dias, falecida em 27 de Agosto de 1602, e de Francisco Araújo, filho natural de Gaspar Barbosa de Araújo, de Ponte de Lima[6].

Casou comː 
- D. Francisca da Silveira, filha de D. Álvaro da Silveira, comendador de Sortelha e alcaide-mor de Alenquer, e D. Brites de Mexia[7].

Filhosː
- Francisco de Brito Freire, fidalgo da Casa Real[8], natural de Lisboa e senhor do já referido morgado, casado com D. Tereza Maria de Távora, filha de Luís de Miranda Henriques, comendador da Alcáçova de Elvas e alcaide-mor da Fronteira, e de D. Francisca de Távora filha de João Furtado de Mendoça, Comendador de Borba, governador vereador do Algarve e Angola, Presidente da Camara, e D. Magdalena de Távora[7].
- Luís de Brito Freire casado co D. Guiomar de Almeida[9].